# Bundesgartenschau 2005

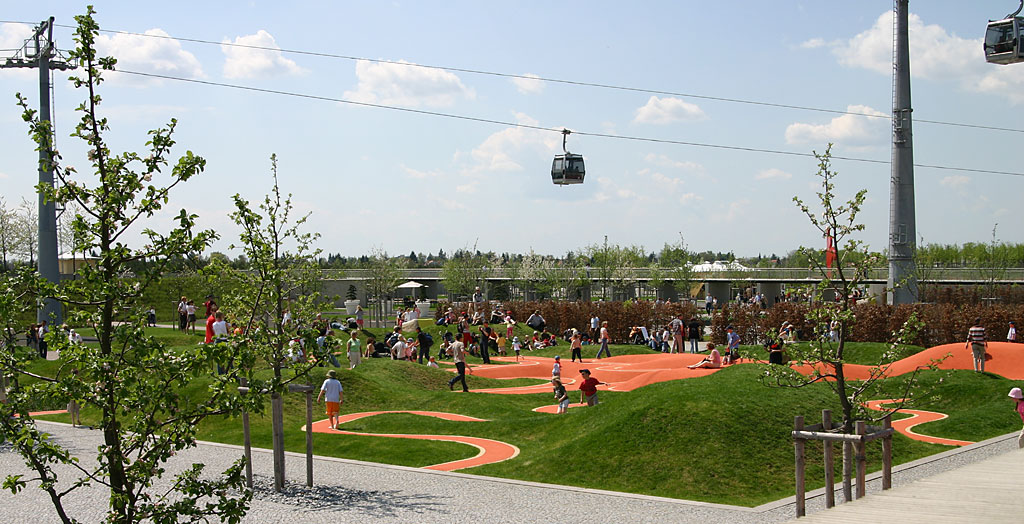
BUGA 2005 in München-Riem

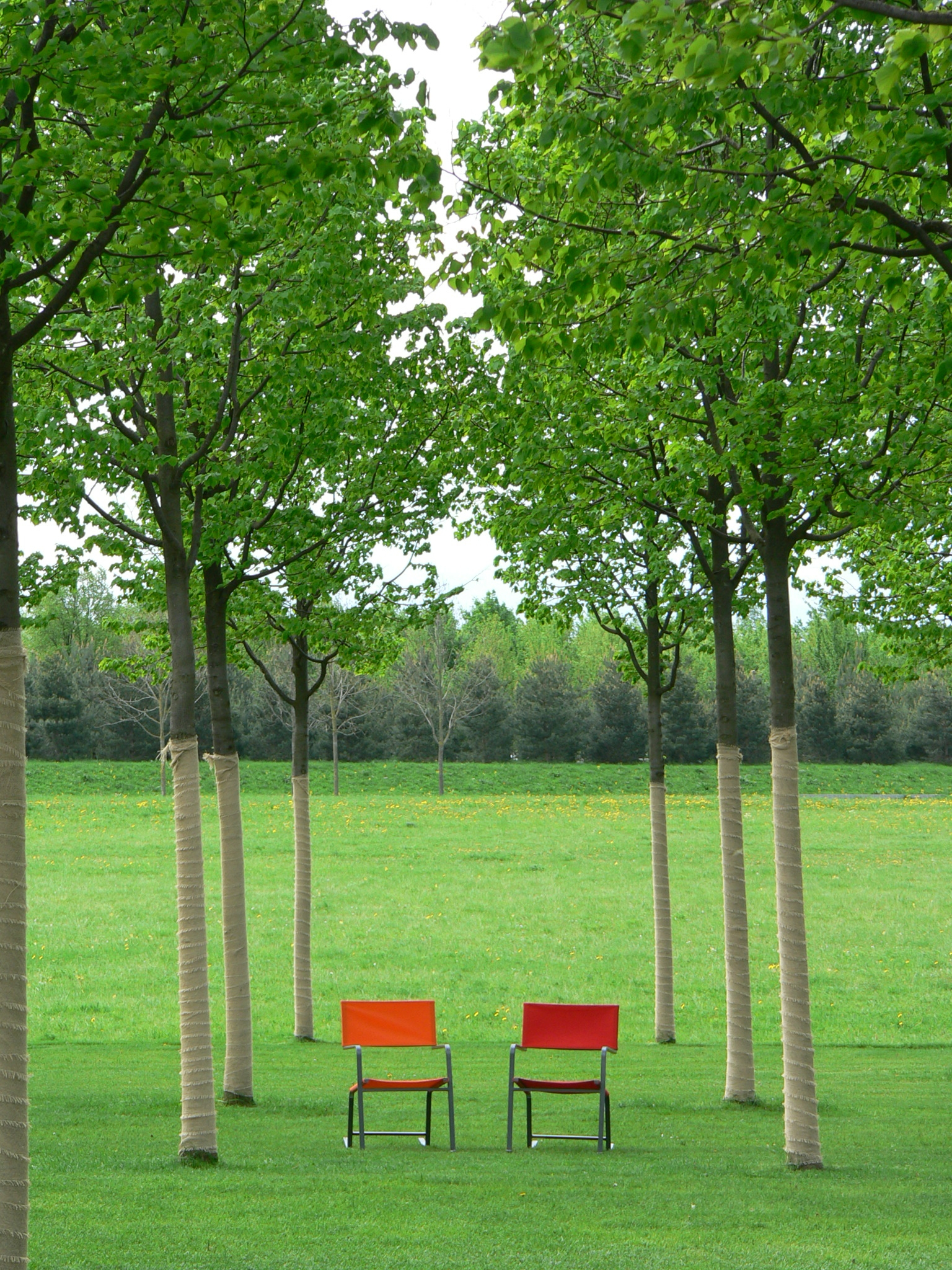
BUGA 2005 in München-Riem

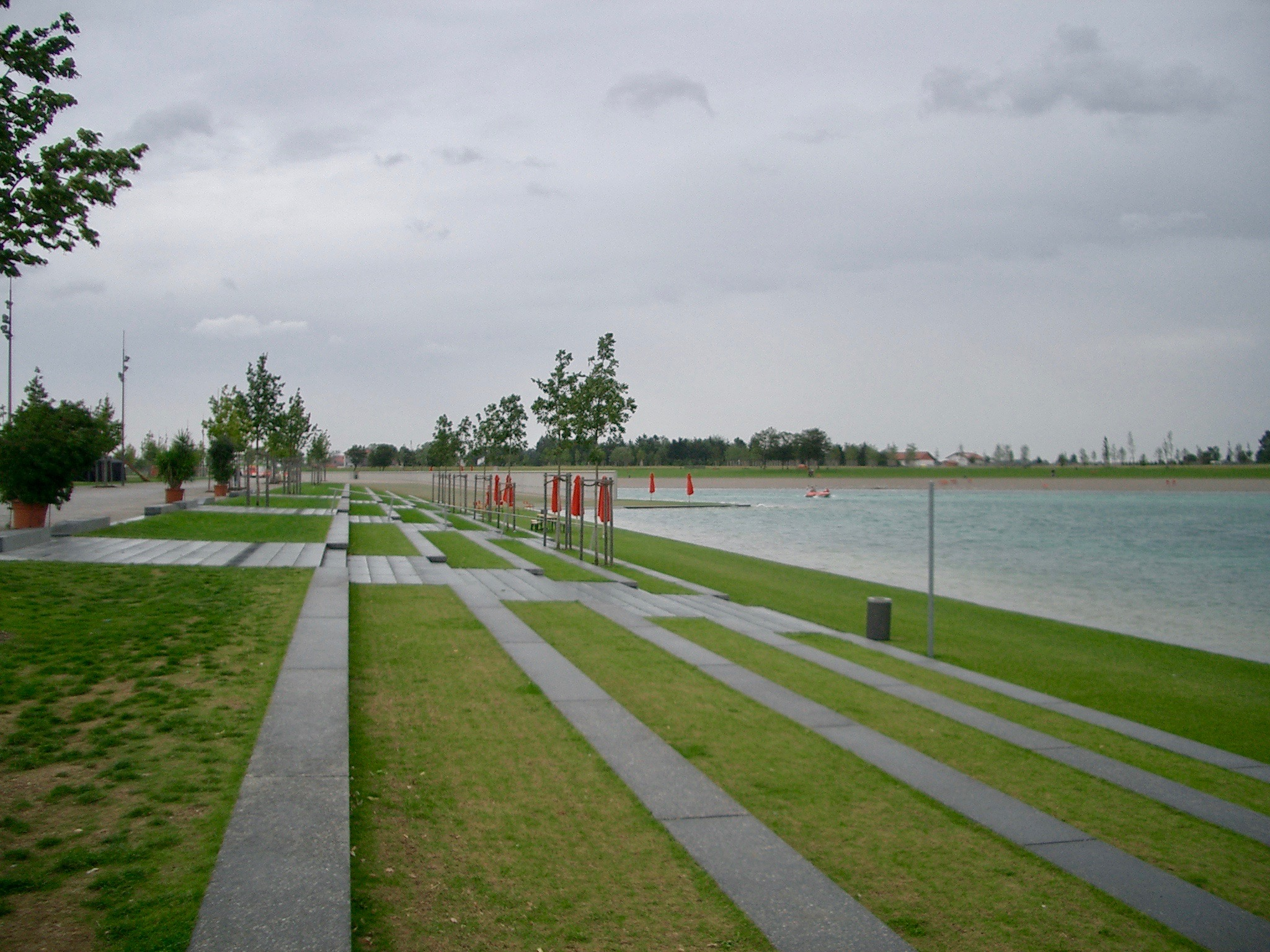
Riemer See - Nordufer

Die Bundesgartenschau (BUGA) 2005 fand auf 130 Hektar Fläche in der Landeshauptstadt München vom 28. April bis zum 9. Oktober 2005 im neu angelegten Landschaftspark Riem im Stadtviertel Messestadt Riem statt. Fast 8.000 Veranstaltungen wurden geboten und täglich bis zu 60.000 Besucher gezählt.

## Statistik
- 130 Hektar Gesamtfläche – wovon etwa 43 Hektar blühende Wiesen waren
- Neupflanzungen: 26.000 Bäume, 8.650 Sträucher, ca. 2 Millionen Blumenzwiebeln
- 3 Millionen Besucher – etwa 1 Million weniger als angenommen
- Ca. 65 Millionen Euro Investitionssumme
- Radlring von ca. 170 Kilometern

## Zentrale Gestaltungselemente
- BUGA-Badesee mit fast 14 ha Gesamtfläche (See und Landschaftspark) und einer Tiefe von bis zu 18 Metern
- Zellengarten – Im „Garten der Potenzen“ wird der Zellenaufbau einer Sumpfdotterblume in 10 Millionen-facher Vergrößerung dargestellt
- Parallele Gärten, wobei auf 1 Hektar Fläche über 40.000 Stauden gepflanzt wurden
- Blattgarten (Entwurf: Rainer Schmidt Landschaftsarchitekten) – Motto: „Die Zähmung der Pflanze – Dahlien und ihre Begleiter“
- Senkgarten

## BUGA-Badesee
Hauptartikel: Riemer See
Der BUGA-2005–Badesee (heute: Riemer See) hat eine Gesamtfläche von fast 14 Hektar (Wasserfläche: 7,7 Hektar, Landschaftspark: ca. 6 Hektar), ist bis zu 18 Meter tief und verfügt über einen Kiesstrand. Er kann nicht nur für den Wassersport genutzt werden, da er auch über eine Tribüne (700 Plätze) und eine Seebühne verfügt. Zusammen mit einer Kinoleinwand wurde hier während der BUGA 2005 ein Open-Air-Kino veranstaltet.
Jedes Ufer erhielt einen eigenen Charakter. So wurden rund um den See für die BUGA 230.000 Stauden am Süd- und Westufer gepflanzt – Umsetzung und Gestaltungsplan durch Heiner Luz. Gilles Vexlard (Latitude Nord, Paris) hat den Landschaftspark entworfen.

### Nordufer
Das Nordufer befindet sich an der Stadtseite, die gezielt städtisch gehalten wurde: mit Promenade, Strand-Café und Tribüne. Das Nordufer teilt sich in den „Oberen Kai“ (20 Meter breite Promenade für Fußgänger) und den um zwei Meter tiefer liegenden „Unteren Kai“, welcher zum Spazieren am Wasser und Sonnenbaden einlädt.

### Ostufer
Hier befindet sich der Kiesstrand für Wassersportler und Sonnenhungrige, der einen besonders flachen Zugang zum See bietet. Direkt angrenzend befinden sich hier eine große Liegewiese und ein Beach-Volleyball-Spielfeld.

### Südufer
Hier wurden über eine Länge von 800 Meter Stauden der Iris-Minze gepflanzt, die sich am Südufer an der steilen Böschung befinden und angrenzend großflächig in den Landschaftspark übergehen. Dieses Ufer wurde eher landschaftlich geprägt – mit Gehölzpflanzungen und extensiven Wiesen, wobei hier intensiv duftende Minzearten und Schwertlilien den Hauptanteil ausmachen.

### Westufer

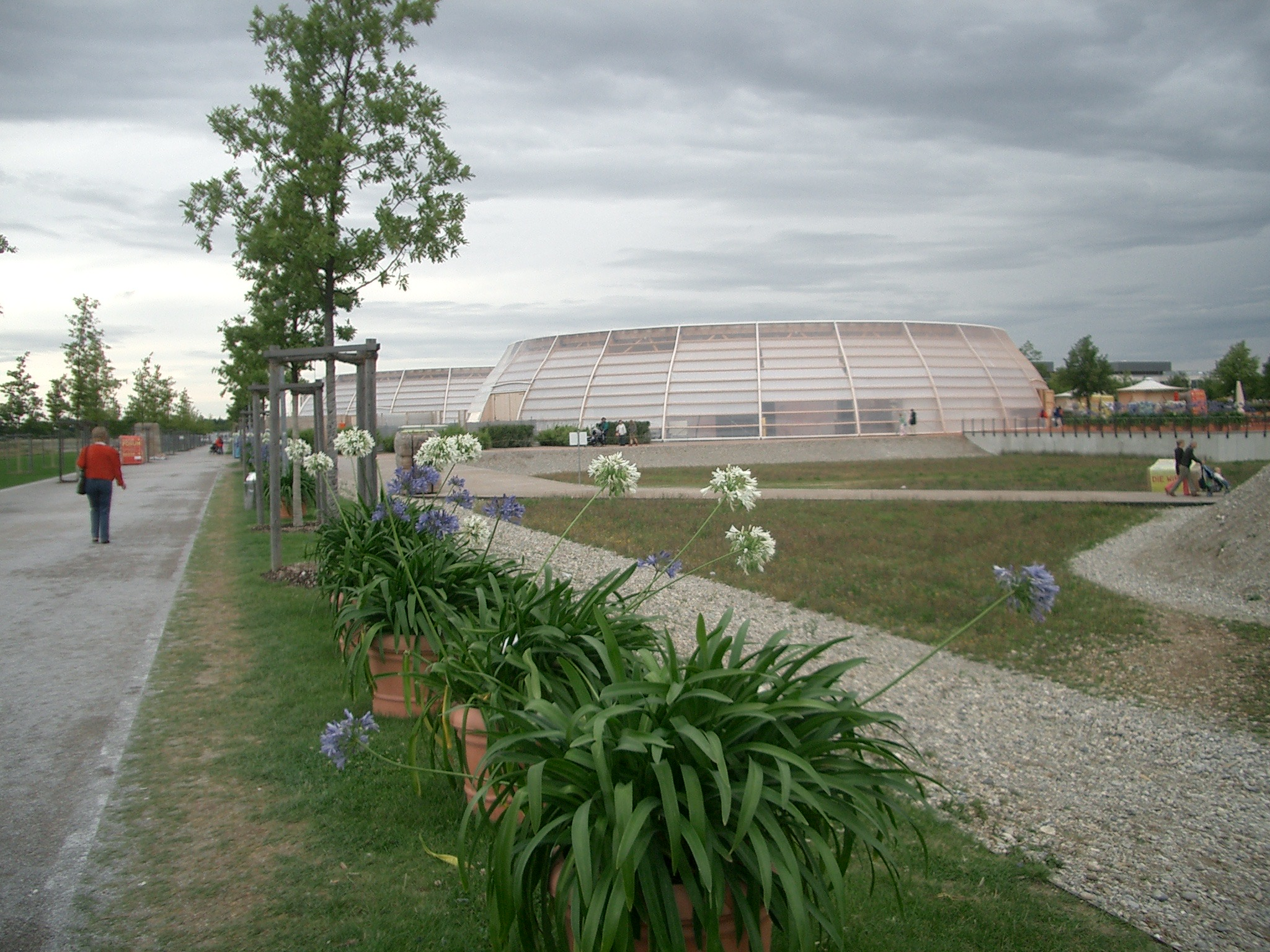
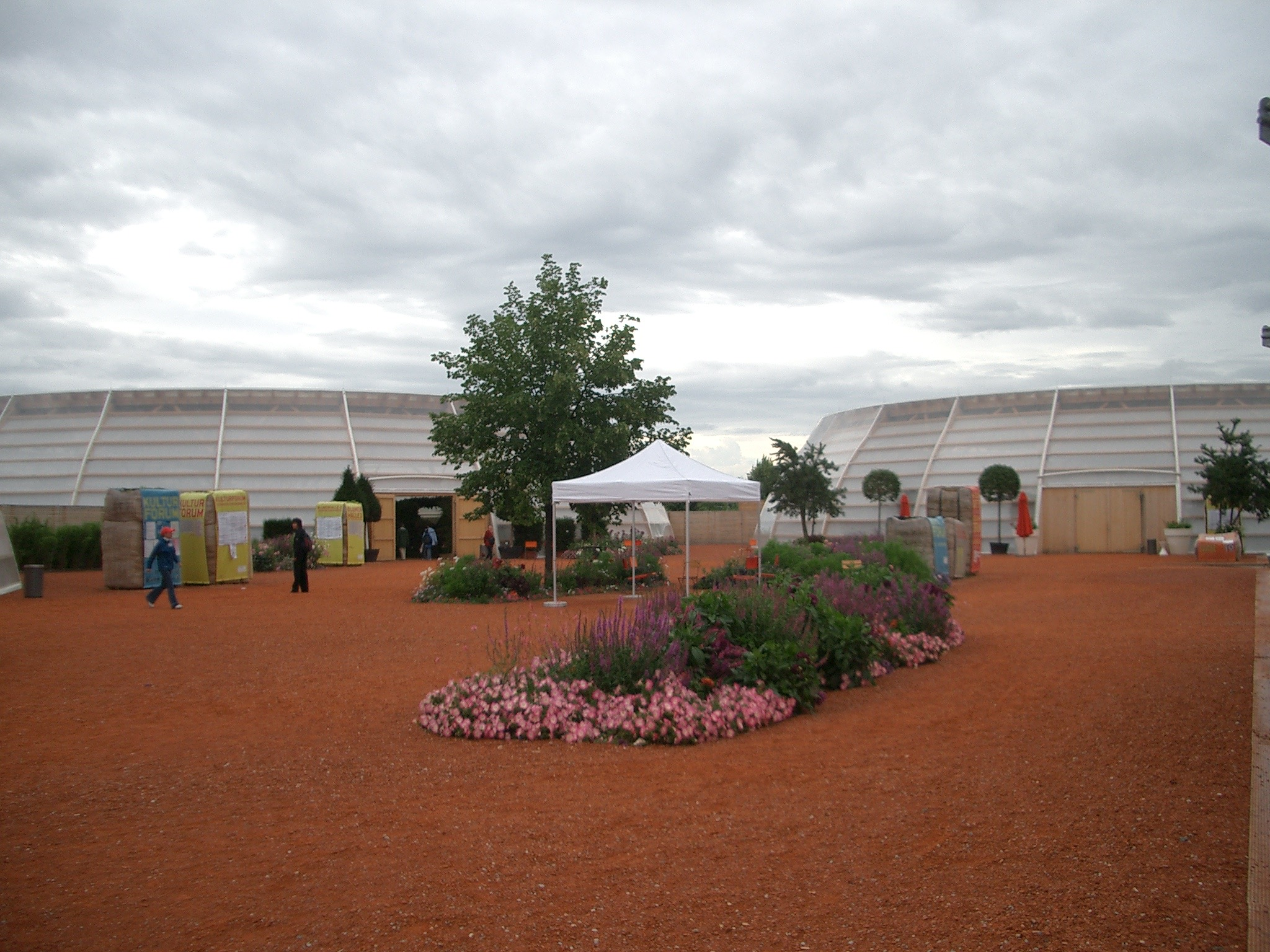
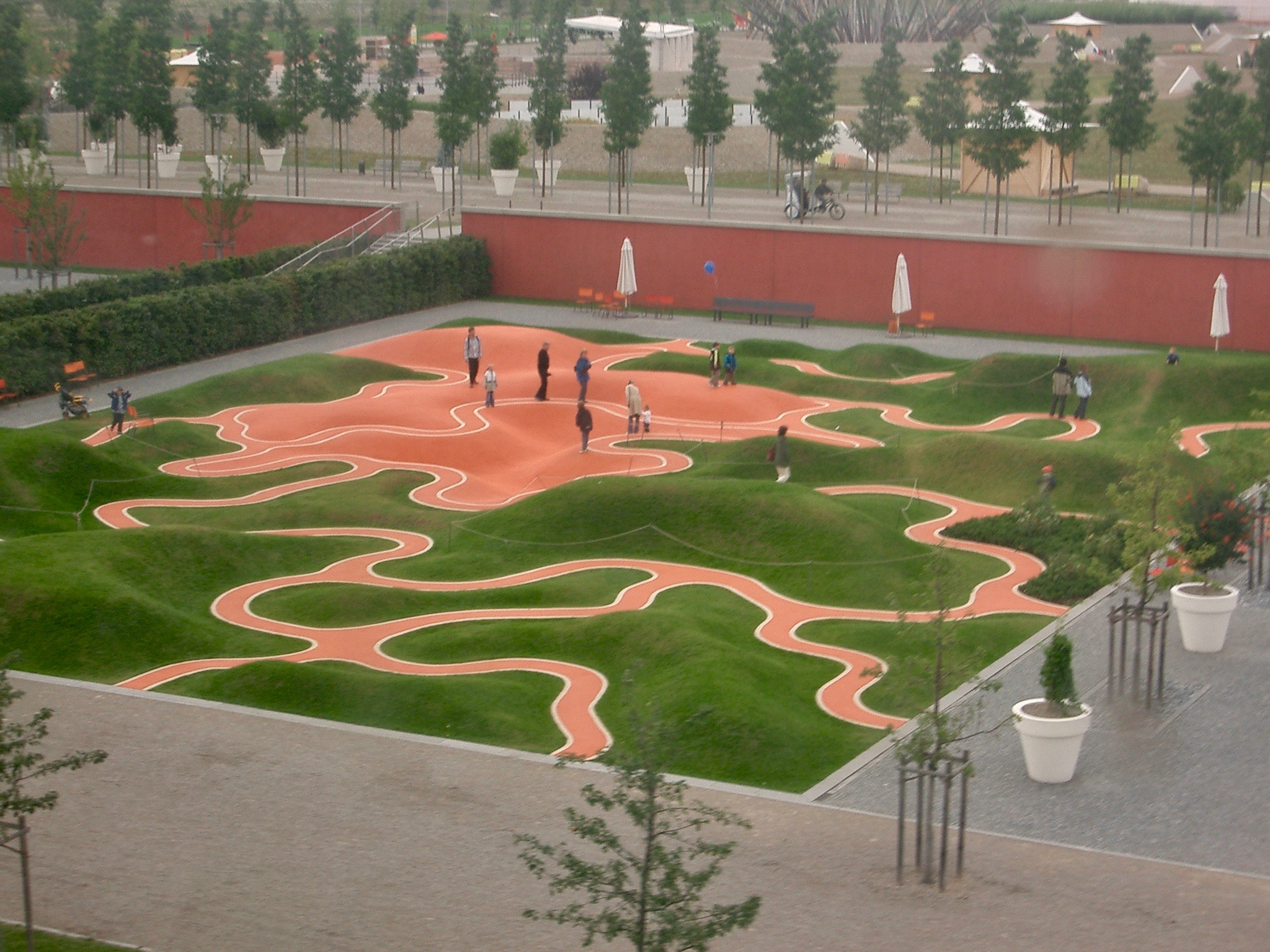
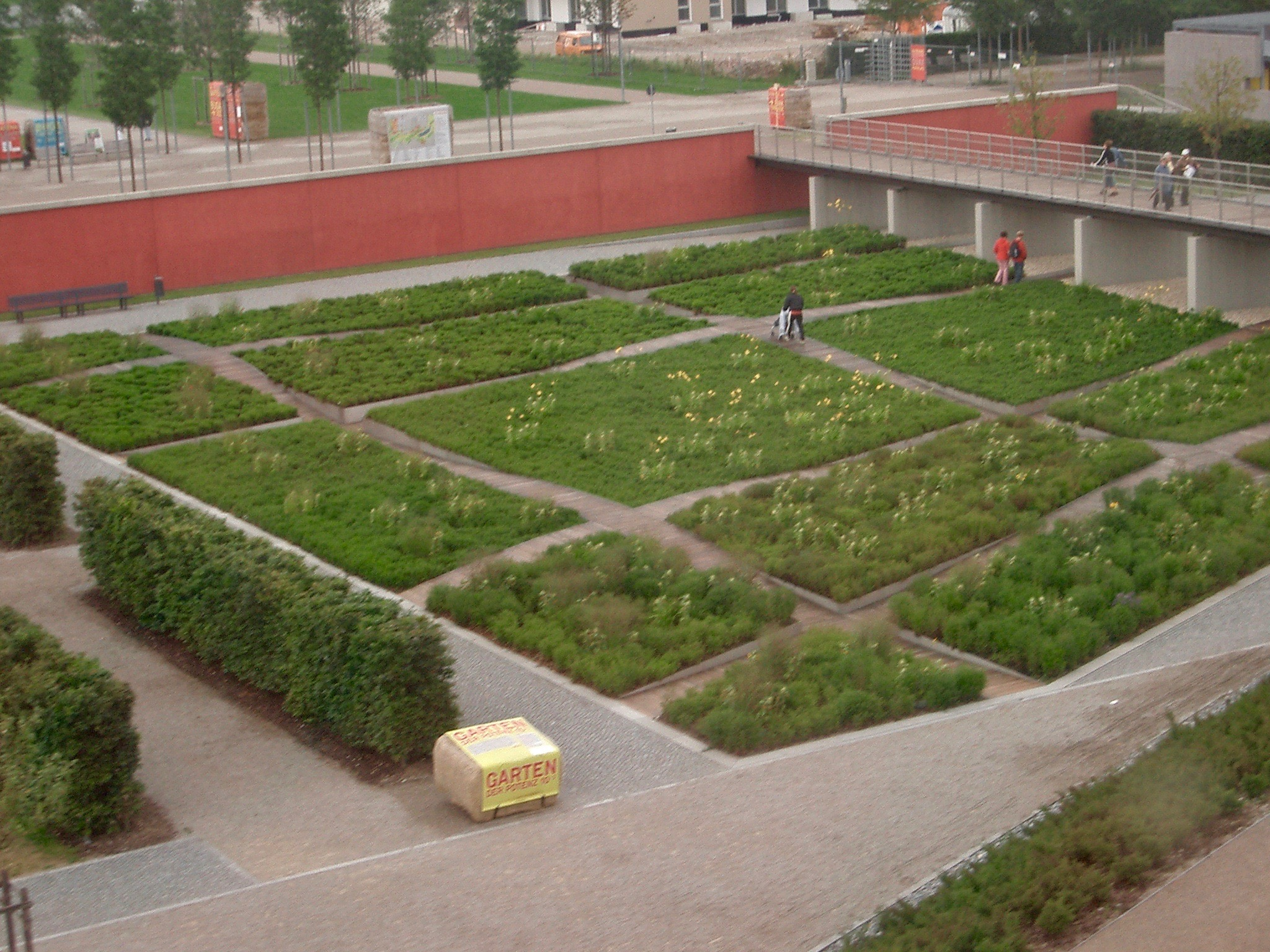
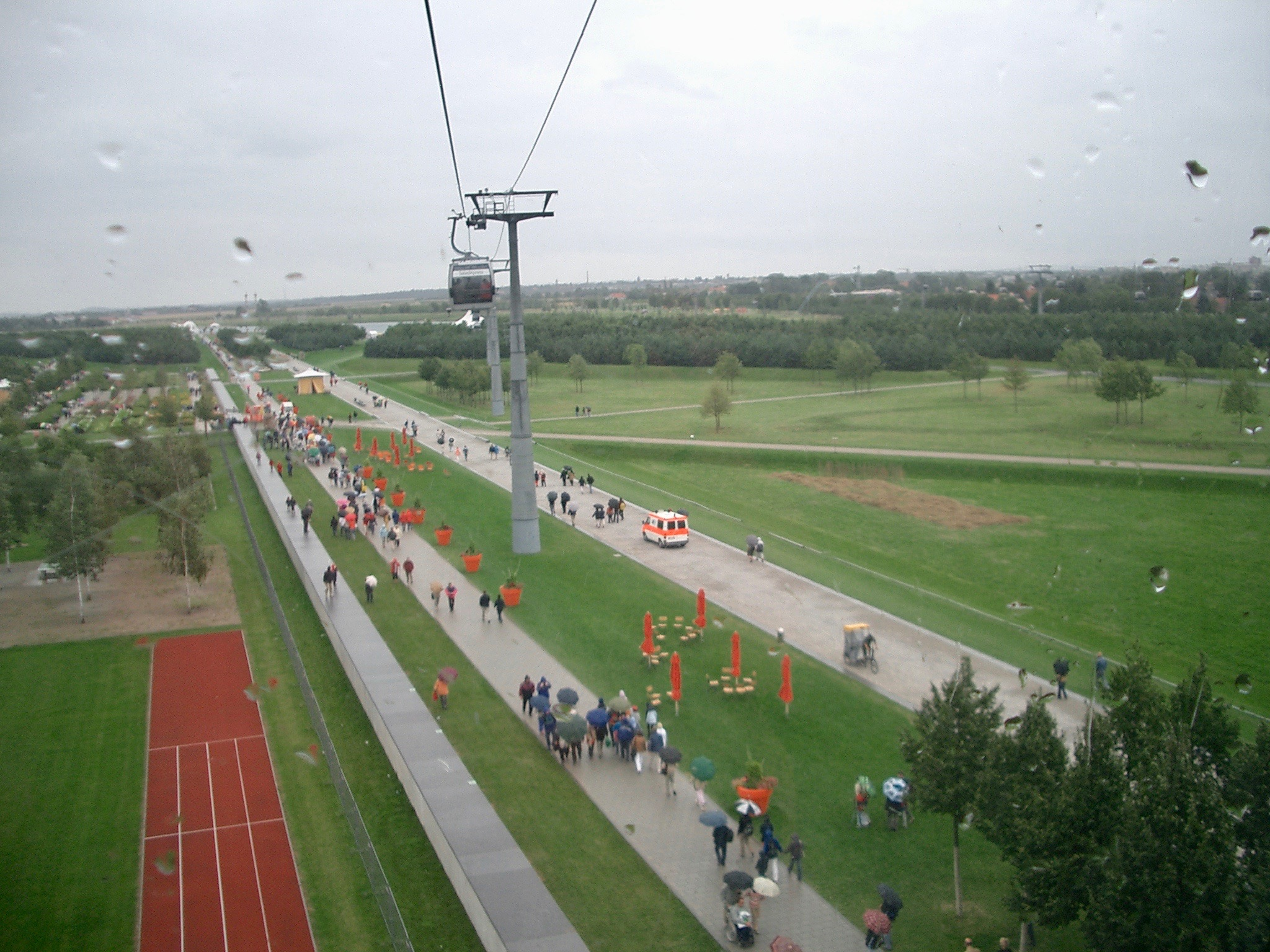
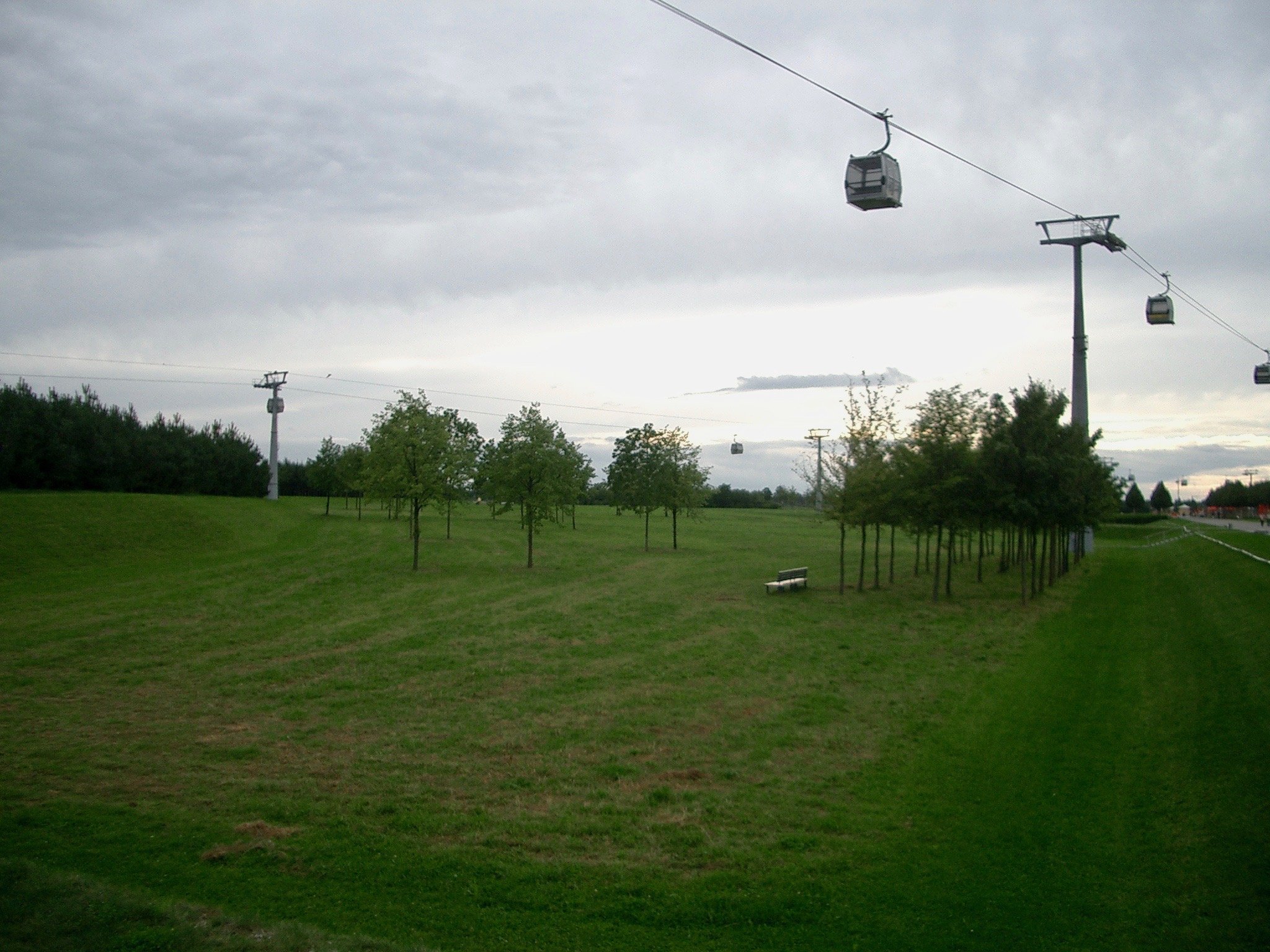

Dieses Ufer wurde mit Röhricht, Binsen, Seerosen und lila-blauer Katzenminze bepflanzt. Es entstand ein etwa 30 Meter breiter Schilfgürtel, in den ein Holzsteg führt, um Besuchern einen Einblick in diese Pflanzenwelt zu geben. Dahinter befinden sich zwei Sickerbecken in der „Riem-Haide“, die abwechselnd geflutet werden, um als natürliche Kläranlage den Badesee zu reinigen und für eine gleich bleibende Wasserqualität zu sorgen. Unzählige gelb blühende Sumpfschwertlilien filtern hier das Wasser, indem sie für die eigene Photosynthese die Abfallstoffe aus dem Wasser ziehen, bevor es im Grundwasser versickert. Die Uferböschungen wurden u. a. mit Lichtnelken, Katzenminze, Karthäuser, Astern, Glockenblumen und verschiedenen Salbeiarten bepflanzt.

## Zellengarten
Der 6,6 Hektar große Zellengarten und die Gesamtkonzeption der einzelnen Themengärten wurde von Prof. Rainer Schmidt  (Rainer Schmidt Landschaftsarchitekten und Stadtplaner München/Berlin) entworfen. Zentrale Anliegen des Zellengartens waren, durch den Perspektivwechsel eingefahrene Sicht- und Denkweisen aufzubrechen und nachhaltiges Denken zu fördern – vor allem in Bezug auf den Umgang mit Wasser, Luft und Erde. Hier sollten sonst kleine Elemente der Pflanzenwelt riesengroß dargestellt werden, so dass sich der Betrachter dazu im Verhältnis klein vorkommt.
Die zwölf Zellengärten zur Pflanzenwelt wurden durch Stege miteinander verbunden und waren von einem Blumenmeer umgeben. Jede Zelle war zwischen 600 m² und 1200 m² groß, sollte einen „erlebnisreichen Eventgarten“ in sich haben und war von 2,30 Meter hohen Kieswällen umgeben. Der gewünschte Effekt sollte das Eintreten in eine neue Natur-Welt sein, die alle Sinne anspricht – riechen, schmecken, fühlen, hören und sehen. Zu jeder Zelle gehörte ein „Haus des Wissens“ (Gestaltung durch die Münchner Agentur für Kommunikation WAR), das auf spielerisch-anschauliche Art und Weise Interessantes über die jeweilige Zelle vermitteln sollte.

### Die Wiese
Glück war das Thema im Zellgarten „Die Wiese“ (Entwurf: Rainer Schmidt, Landschaftsarchitekten, München): Auf gewundenen, schmalen „Mäusepfaden“ sollten die Besucher die Wiese aus der Perspektive einer Maus erleben. Zwischen meterhohem Bambus konnten die Besucher zu „Glückspunkten“ gelangen. Die Bepflanzung wurde durch Staudengewächse ergänzt, um die Enge und Dichte hohen Grases erlebbar zu machen. Zentrales Element war ein Hochbeet in Form eines vierblättrigen Kleeblatts („Glücksklee“), das auch mit Klee bepflanzt war, der auch gepflückt werden durfte.

### Die Pfütze
Der Grundriss dieses Zellgartens (Entwurf: Rainer Schmidt, Landschaftsarchitekten, München) wurde nach dem Vorbild einer Wasserlache mit zwei großen Fußabdrücken gestaltet. Die kleinen Wellen, die der Tritt in diese Pfütze hervorgerufen hat, wurden durch Wasserkreise dargestellt, die durch Wasserdüsen erzeugt wurden. Am Rande wurden diese Kreise durch die Bepflanzung mit Binsen- und Blumenbinsenstreifen weitergeführt – ergänzt durch Seerosen und Froschbiss.
Für Kinder wurde die Möglichkeit einer Schatzsuche angeboten. Dazu konnten sie mit einem blattförmigen Floß auf dem Wasser fahren.

### Die Zelle
Dieser Zellengarten (Entwurf: Bayerisches Landesamt für Weinbau und Gartenbau) sollte die Besucher in eine überdimensionale Pflanzenzelle führen. Das Transportsystem einer Zelle (endoplasmatisches Reticulum) wurde durch heckenartige Strukturen dargestellt. Sie sollte die Besucher zu den wichtigsten Elementen einer Pflanzenzelle leiten. Dabei wurde man an Chloroplasten, Chromoplasten und Mitochondrien vorbeigeführt (dargestellt durch charakteristische Pflanzen), wobei deren Funktionen innerhalb einer pflanzlichen Zelle erläutert wurden. Je näher man dem Zellmittelpunkt kam, desto üppiger und vielfältiger wurde die Bepflanzung, bis man zum kugelförmigen Zellkern gelangt.

### Der Maulwurfshügel
Dieser Zellgarten (Entwurf: Christian Wagner, Landschaftsarchitekten, München) stellte den Boden als Lebensraum für Pflanzen und Tiere in Form eines Höhlen- und Gangsystems aus Holz und Erde auf der Grundlage des sogenannten Möbiusbandes in zwanzigfacher Vergrößerung dar. Die Besucher sollten sich hier – wie ein Maulwurf – auf unterschiedlichen Gangsystemen und Ebenen durch die Erde bewegen können.

### Die Fuge
Dieser Zellgarten (Entwurf: Susanne Burger, Burger Landschaftsarchitekten, München) wurde Fugen eines Pflasterbelags nachempfunden – in fünfzigfacher Vergrößerung, damit sich die Besucher hier wie eine Ameise hindurchbewegen können. Die einzelnen Fugen wurden dabei sehr unterschiedlich gestaltet und bepflanzt, um die vielen Variationen in der Realität nachzuempfinden. So wurden z. B. die „Wände“ bzw. seitlichen Flächen der Pflastersteine ganz unterschiedlich gestaltet: glatt, gerillt, geschliffen oder durchbrochen. Sie wurden dabei teilweise mit Weiden bepflanzt oder es rann Wasser an ihnen herab. Manche Fugen waren sehr licht, mache schattig. Um aber auch einen Überblick über die gesamte Struktur des Pflasterbelags zu erhalten, konnten die Besucher auf einen Balkon in der Zellmitte steigen.

### Das Nest

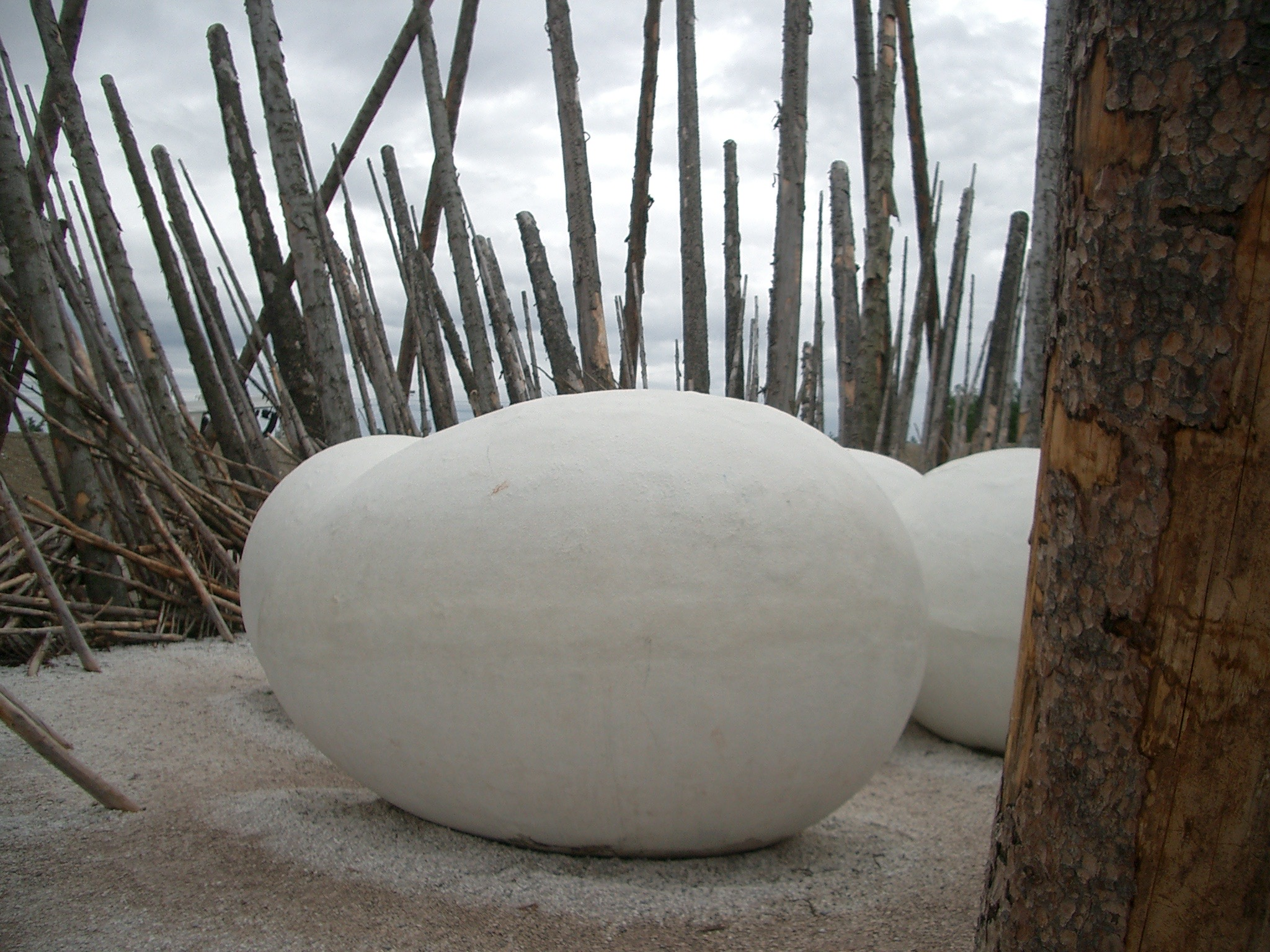
„Das Nest“ von Nils-Udo

Dieser Zellgarten (Entwurf: Nils-Udo, Künstler, Riedering) stellte ein Vogelnest mit zwei bis drei Meter hohen Vogeleiern dar. Die kleinen Zweige, die ein Vogel zum Nestbau verwendet, wurden aufgrund der viel größeren Proportionen durch nicht entrindete Fichtenstangen, große Äste und Fichtenstämme ersetzt, die bis zu 18 m lang waren. Diese wurden in eine Talmulde eingepasst, die für diesen Zellgarten ausgehoben wurde. Dem Zellgarten wurde ein Platz vorgelagert, von dem aus der Zugang ins Innere des Zellgartens möglich war: Hier fanden sich die Besucher dann mitten im Nest wieder, wo auf weißem Kies, der den Flaum symbolisierte, riesige weiße Vogeleier lagen.

### Das Waldlabor
Dieser Zellgarten (Entwurf: Anette Dupper, Dupper Landschaftsarchitekten, Bad Friedrichshall, Künstlerische Oberleitung: Iris Dupper, München) sollte die Prozesse von Werden und Vergehen am Waldboden darstellen – wie sich aus abgestorbenem Holz wieder neues Leben entwickelt. Im Mittelpunkt stand eine Insel im Wasser, die aus Rindenstücke bestand, und die mit Hilfe einer Rindenpergola und Kiefern vor zu viel Sonnenlicht geschützt wurde, um ein feuchtes Waldklima zu erzeugen, das Pilzwachstum befördert. Auch die Wasserfläche sollte sich im Laufe der BUGA 05 verändern: Anfangs sollten nur Wasserlinsen die Wasseroberfläche um die Insel punktuell bedecken. Während des Buga-Sommers sollten sie sich zunehmend vermehren, bis sie schließlich die Wasseroberfläche vollständig bedecken. Drei Stege führten zu dieser Insel und wurden mit rotem Ziegelsplitt belegt, damit Ziegelstaub und -splitt an den Schuhen der Besucher haften blieb, damit diese auf der Insel wie Schnecken Spuren hinterlassen, die wieder vergehen.

### Der Kick
Dieser Zellgarten wurde von Nicole Preußner von der Abteilung Gartenbau des Baureferats der Landeshauptstadt München entworfen, um eine Brücke zur Fußball-Weltmeisterschaft 2006 in München zu schlagen. Hier konnten die Besucher auf einem 400 m² großen Fußballfeld zu einem Spiel gegeneinander antreten: Hierfür wurden Kickerfiguren fest im welligen Untergrund verankert. Durch Schnippen konnten sie in die richtige Schussposition für den Ball gebracht werden. Die Rasenfläche wurde so gestaltet, dass der Ball nach einem Schuss immer wieder zu einer Kickerfigur zurück rollte.

### Die Tierfährte
Auf dem Boden dieses Zellgartens (Entwurf: Rainer Schmidt, Landschaftsarchitekten, München) konnten die Besucher überdimensionale Tierspuren von Wildschweinen, Hasen, Enten und Füchsen aus Beton entdecken. Bepflanzt wurde dieser Zellgarten mit Rhododendren, die selbst viel Feuchtigkeit brauchen und daher permanent mit Wasser aus Wasser- und Nebeldüsen besprüht wurden. Dadurch wurde auch der weiche Sandboden dieses Zellgartens befeuchtet, sodass auch die Besucher selbst deutliche Spuren hinterließen, die im Kontrast zu den überdimensionalen Tierspuren standen, so dass dadurch der Perspektivwechsel erneut deutlich wurde. Trat man auf die betonierten Tierfährten, verströmten sie den Duft des dazugehörigen Tieres. Das Dach des Zellgartens war eine Pergola, die mit einem giftgrünen Tarnnetz überspannt wurde, das langsam mit Klematis überwuchert wurde.

### Der Wetterwechsel
Je näher man sich dem Innersten dieses Zellgartens näherte (Entwurf: Peter Latz & Partner, Landschaftsarchitekten, Kranzberg), desto dichter wurde der Nebel, der eine wichtige Rolle beim Wetterwechsel spielt. Der Grundriss dieses Zellgartens war einer turbinenförmigen Spirale ähnlich, die durch eng aneinander gereihte Natursteinplatten dargestellt wurde, die senkrecht in den Boden eingelassen wurden. Je mehr sich die Spirale dem Mittelpunkt näherte, desto enger wurden die Natursteinplatten gesetzt. Der Nebel wurde durch 120 Spezialdüsen erzeugt, die im Boden an den Stirnseiten der Steinplatten platziert wurden. So wurde in der abgesenkten, kreisförmigen Zellmitte eine Art „Nebelkissen“ erzeugt. Bepflanzt wurde dieser nebelige Zellgarten durch eine Vegetation, die in diesem feuchten Klima besonders gut gedeiht: Moose, Gräser und Weiden. Die spiralförmige Struktur dieses Nebelgartens setzte sich auch über die Grenzen des Zellgartens bis zur Promenade hin fort, wo die Steinlamellen in Hecken übergingen.

### Das Gartengeflüster
Dieser Zellgarten (Entwurf: Rainer Schmidt, Landschaftsarchitekten, München) stellte Interessantes und Wissenswertes zu verschiedenen Pflanzen in den Mittelpunkt. Wenn sich Besucher einem Strauch oder einer Blume näherten, startete einer Hörstation: Über kleine Lautsprecher stellte sich die jeweilige Pflanze vor, wobei die Informationen über die Grenzen der Botanik hinausgingen – bis hin zu Kochrezepten, die den Geschmack dieser Pflanze besonders gut zur Geltung bringen oder den Regionen, aus denen diese Pflanze stammt. Schmale Wege führten von einer Hörstation zur nächsten. Diese Wege wurden von üppig bepflanzten und in ihrer Höhe gestaffelten Hochbeeten bzw. von Staudenrabatten eingerahmt. Wenn man sich auf Ruhebänke setzte, war man auf gleicher Augenhöhe mit den Pflanzen und Blumen der Hochbeete bzw. der Staudenrabatten.

### Der Tierblick
Dieser Zellgarten wurde durch den Künstler Prof. Franz-Theo Gottwald entworfen und sollte die Besucher zu einem anderen Umgang mit unseren Nutztieren führen. Er wurde als Stallkonstruktion angelegt, die den Besuchern die Perspektive der Tiere aufzeigen sollte. Hier war man in einem Gehege eingepfercht, wogegen sich Schweine und Schafe frei um das Gehege herum bewegen konnten. So befanden sich hier die Tiere draußen und der Mensch war im Stall. Sehschlitze ermöglichten den Blick auf die Tiere, den Blick von innen nach außen. Für die Tiere wurde ein möglichst artgerechter Lebensraum geschaffen – mit verschiedenen Bodenoberflächen (Kies, Holzhäcksel, Gräser) und einer Schweinedusche.

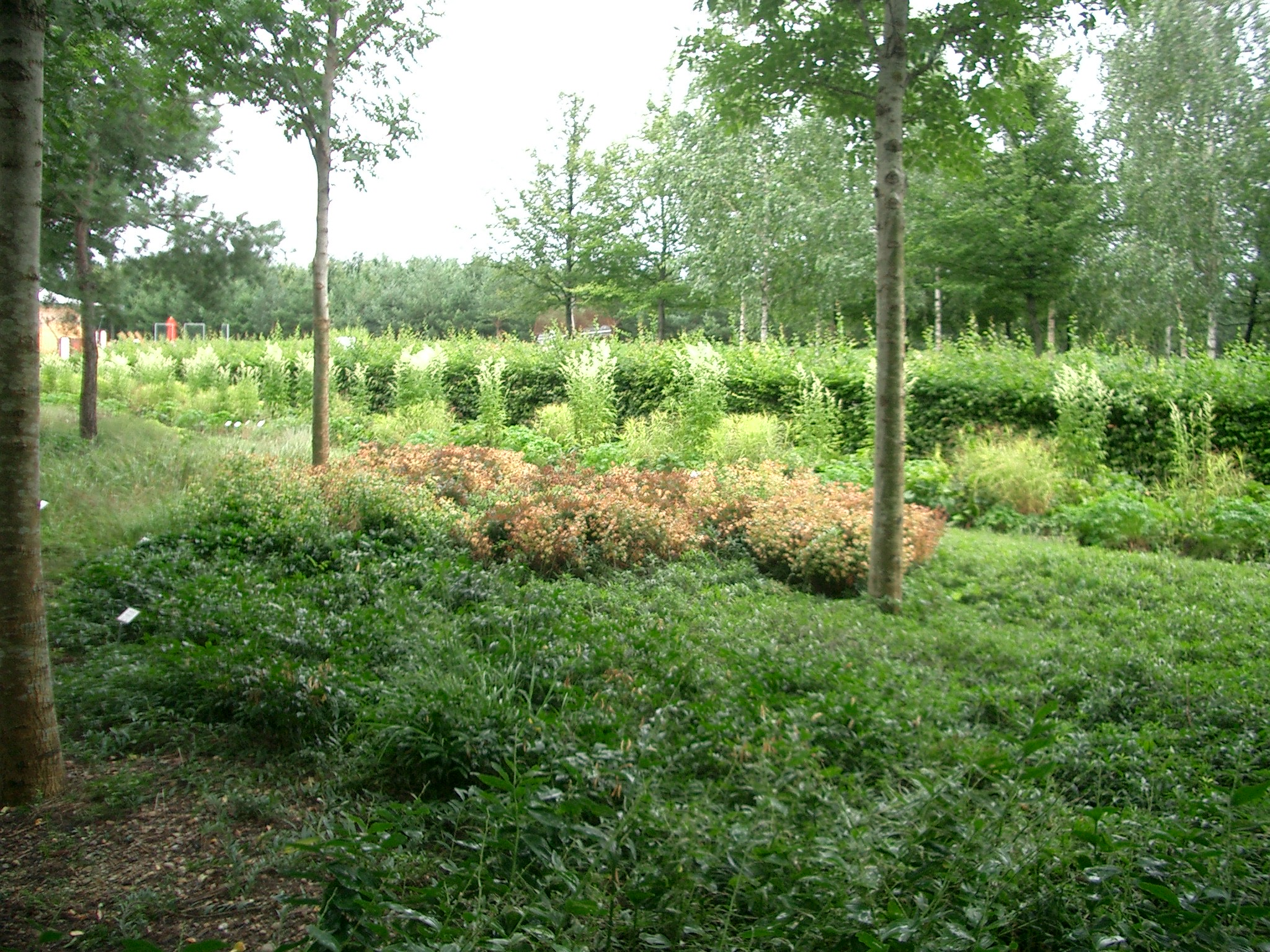
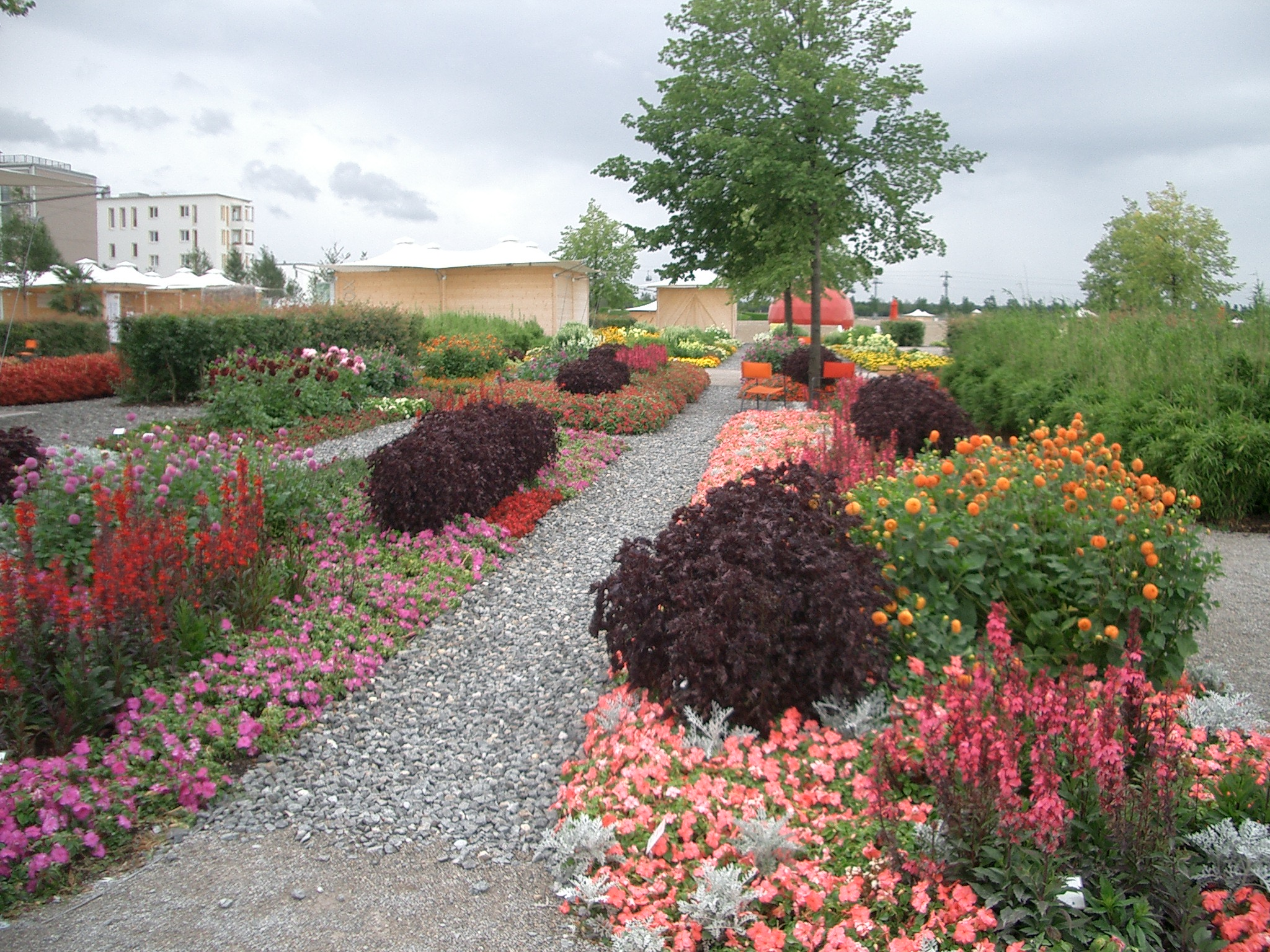
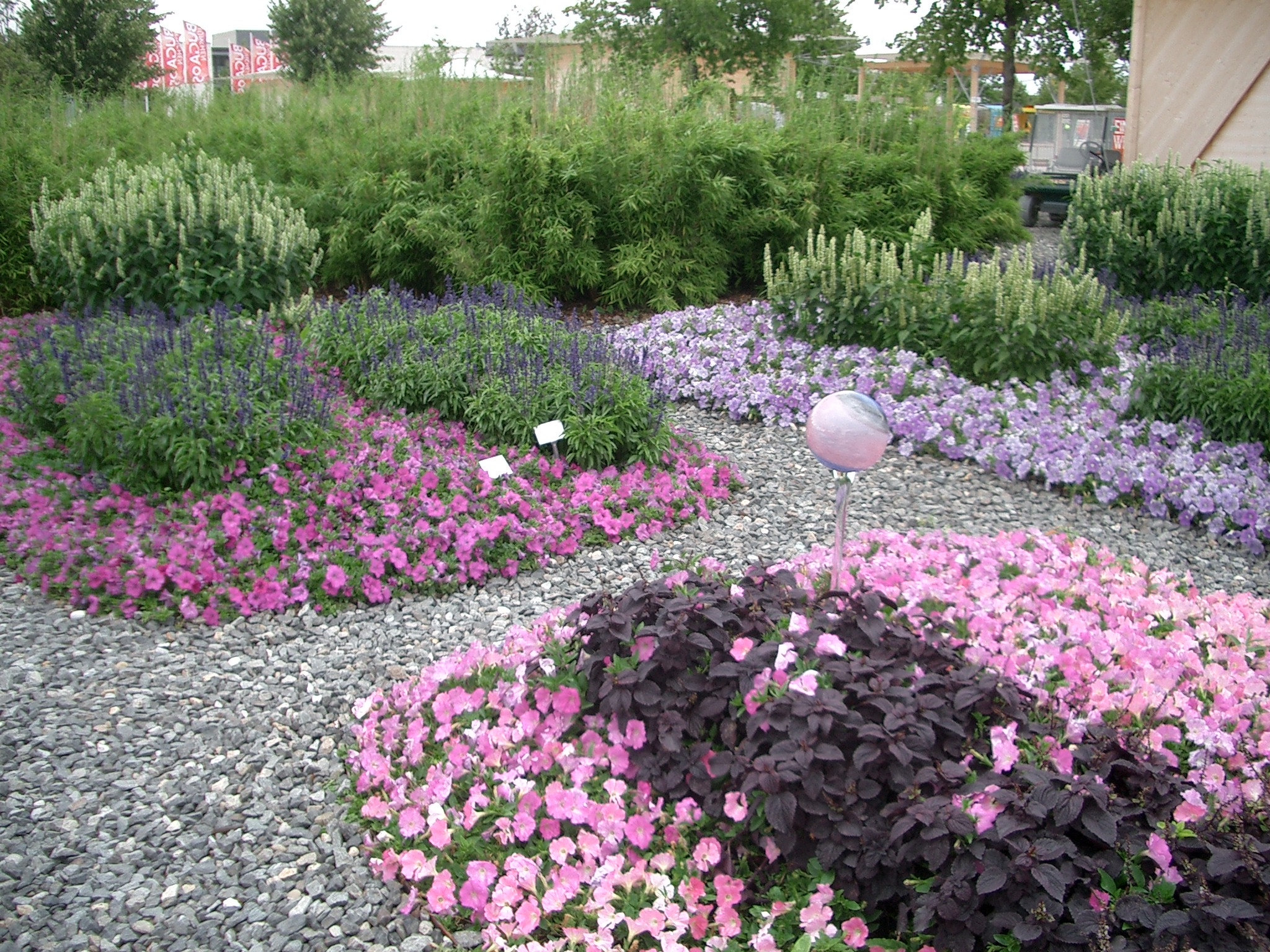
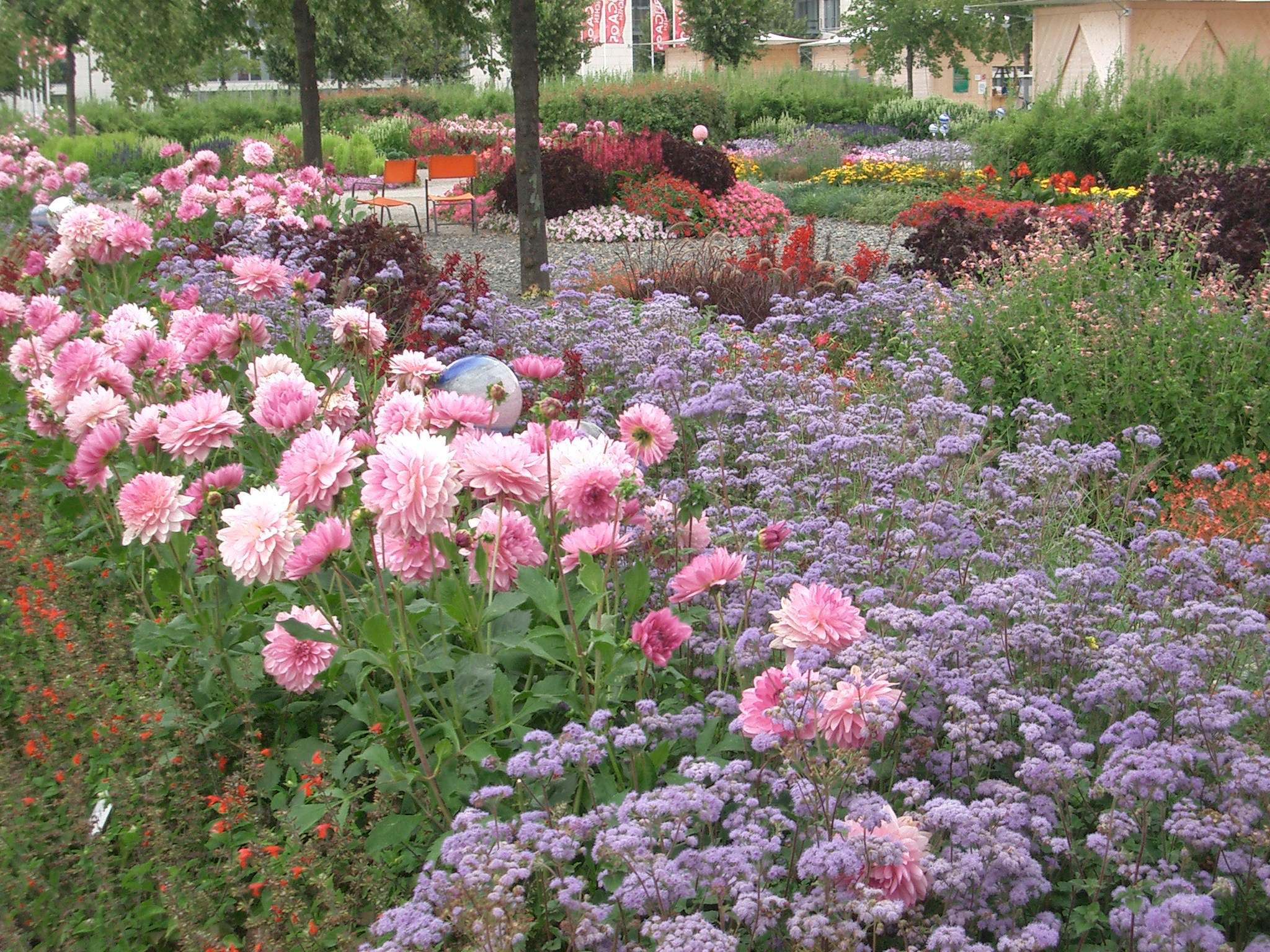
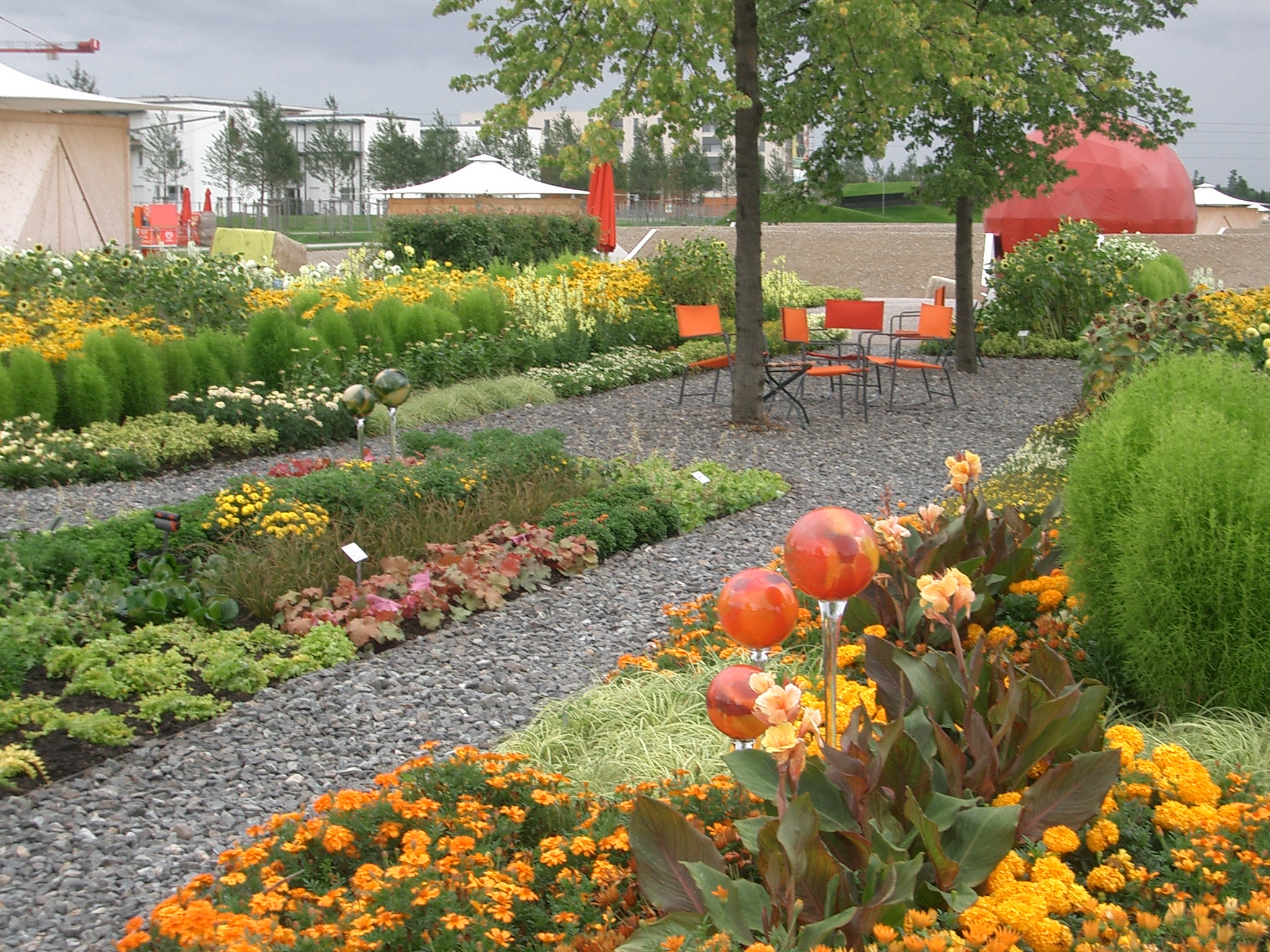
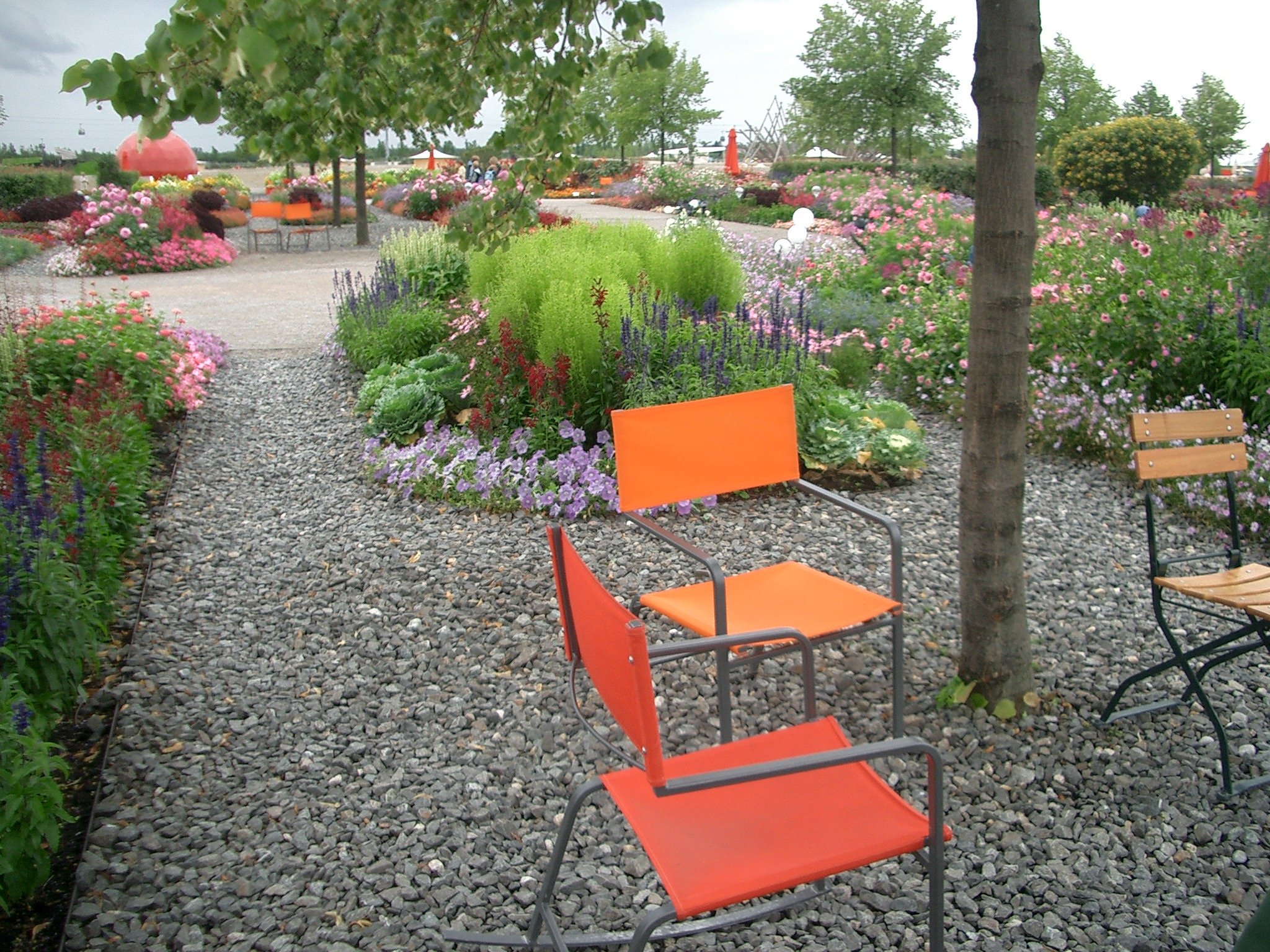
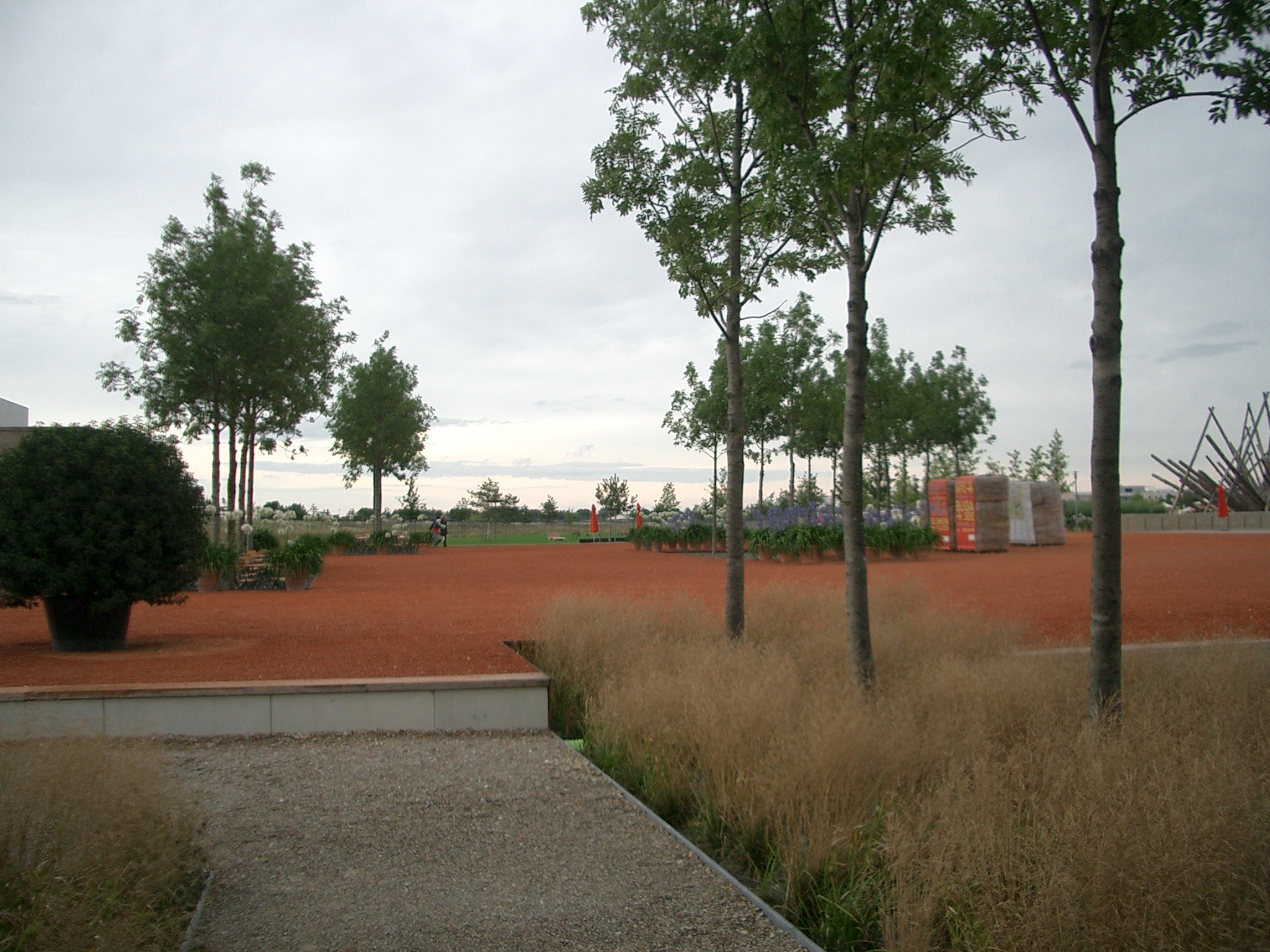
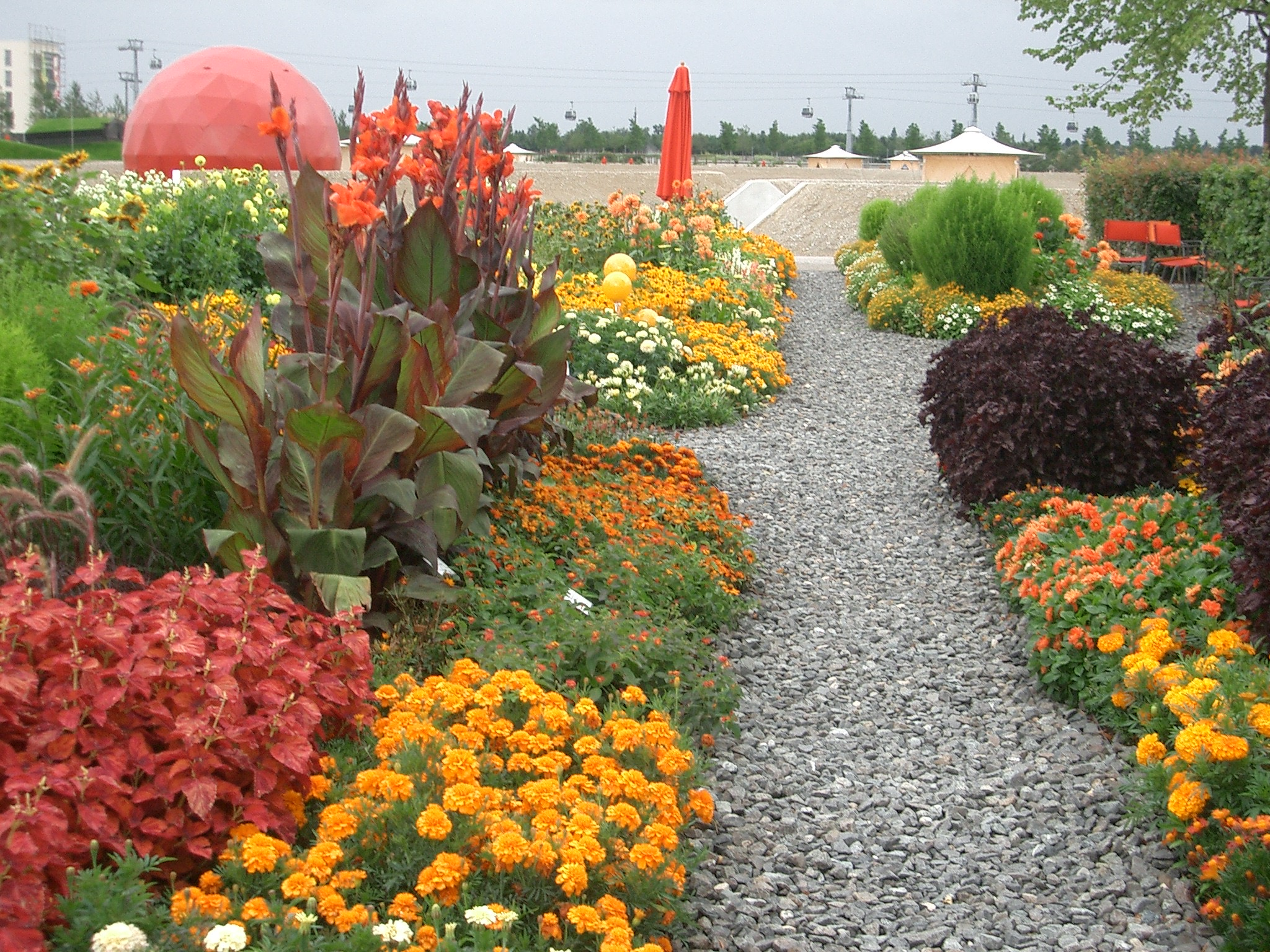

## Parallele Gärten
Auf etwa einem Hektar Fläche präsentierte die BUGA 2005 in sogenannten Parallelen Gärten (Entwurf: Rainer Schmidt Landschaftsarchitekten, München) rund 40.000 „blühende Stauden am laufenden Band“ – u. a. mit Lavendel, Rittersporn, Rosen, Astern, Minze, Sonnenschnee, Schafgarben, Sonnenhut und Schwertlilien. Dieser Teil der BUGA war der Ausstellungsbereich der Baumschulen und Staudengärtner.
Die Parallelen Gärten wurden zweigeteilt angelegt: Ein Waldmassiv trennte sie, und langgestreckte Wege verbanden sie miteinander. Sie wurden großzügig gestaltet und überwiegend als Daueranlage nach der BUGA 05 weiter gepflegt.
Die Parallelen Gärten folgten einem strengen Konzept, das sich an der Idee orthogonaler, französischer Landschaftsparks anlehnte: Auf etwa zwei Meter breiten Streifen konnten Stauden wachsen und erblühen. Darüber hinaus wurden die Parallelen Gärten durch streng zugeschnittene Hainbuchenhecken und schmalen Rasenwege für die Besucher gegliedert. Die Felder waren bis zu 200 Meter lang. Diese strenge Gliederung wurde durch kleine Baumhaine, die immer im Quadrat aus 16 Zieräpfeln angelegt wurden, unterstrichen.
Die Farbgestaltung folgte einem ausgeklügelten Blühfelder-Konzept, basierend auf „Aspektbildnern“: Für die verschiedenen Jahreszeiten wurde je eine bestimmte „Leitpflanze“ angebaut. Als Ergänzung wurden noch Einsprengsel an weiteren Arten gepflanzt. So wandelten sich die parallelen Gärten mit den Jahreszeiten.
Zugleich sollte jeder der Streifen eine eigene Einheit in sich bilden. Zum Teil wurde ein Streifen über seine ganze Länge mit einer einzigen Staudenkombination bepflanzt. Indem verschieden hoch wachsende Gräser- und Beetstaudenarten in einem Streifen gepflanzt wurden, konnte bei Wind der Eindruck von bunten Wellenbewegungen entstehen.
Ergänzt wurden die Parallelen Gärten durch so genannte „Edelsteingärten“ wie einen Bionikgarten der Rotarier, einen Heilkräutergarten oder die „Gartenlounge“ der Hubert Burda Media. Der „Cincinnati-Garten“ war ein Geschenk von Münchens Partnerstadt Cincinnati. Auf dem Areal der Parallelen Gärten präsentierte die Nymphenburger Porzellanmanufaktur große Porzellanfiguren. Schließlich stellte ein anderer Ausstellungsbereich aktuelle Formen der Grabgestaltung vor.
Nordöstlich der Parallelen Gärten wurde ein Spielplatz über den Ulrich-Wolf-Preis für Junge Landschaftsarchitekten gemeinsam mit Künstlern gestaltet.
In einer Waldlichtung zwischen den Parallelen Gärten wurden von der Münchner Akademie der Bildenden Künste Kunstcontainer entworfen.

## Weitere Ausstellungselemente und Gärten
- Haus der Gegenwart
- Blattgarten
- Senkgarten
- Deutscher Pavillon (Garten der Vielfalt, Garten der Nützlinge, Garten der nachwachsenden Rohstoffe, Garten der heimischen Hölzer, Mitmach-Gärtnerei)
- Blumenhalle
- Blütenteppich
- Rodelhügel

In Zusammenhang mit der Ausstellung fand auch das Streetart-Projekt der Drachenzähler statt, bei dem an verschiedenen Orten in München 30 × 10 cm große Plaketten mit poetischen Texten in den Boden eingelassen wurden.

## Kritik
Schon in den ersten Tagen der Bundesgartenschau wurde von vielen Besuchern die Kargheit beim Blumenschmuck kritisiert. Die Verantwortlichen reagierten mit dem Aufstellen von überdimensionalen Blumentöpfen.
Die Gestaltung des Geländes durch den Landschaftsarchitekten Gilles Vexlard war ebenfalls umstritten. Während er in der Fachwelt überwiegend Lob für seine „herausragende, zeitgemäße Gestaltung“ bekam, wurde von vielen Besuchern die „Granitmauer samt den autobahnähnlichen Aufmarschwanderwegen“ und die durchgehend geometrische Gestaltung der Baumgruppen kritisiert. Auch Münchens Oberbürgermeister Christian Ude bemerkte auf eine kritische Bürgeranfrage: Als Liebhaber der Sckell'schen Gartenarchitektur, …, empfinde ich die sehr breiten und schnurgeraden Wege in Riem ebenso wie die Baumgruppen, die wie Zinnsoldaten antreten müssen, selber als sehr gewöhnungsbedürftig!
So verfehlte die Buga die erhofften Besucherzahlen von 4 Millionen auch deutlich und die Veranstalter schlossen mit einem Defizit ab.